# Aleksandr Smyszlajew
Aleksandr Aleksandrowicz Smyszlajew (ros. Александр Александрович Смышляев, ur. 16 marca 1987 w Łyświe) – rosyjski narciarz dowolny. Najlepszy wynik na mistrzostwach świata osiągnął podczas mistrzostw w Kreischbergu, gdzie zdobył brązowy medal w jeździe po muldach. Jego najlepszym wynikiem olimpijskim jest brązowy medal w jeździe po muldach na igrzyskach olimpijskich w Soczi. Najlepsze wyniki w Pucharze Świata osiągnął w sezonie 2014/2015, kiedy to zajął 7. miejsce w klasyfikacji generalnej, a w klasyfikacjach jazdy po muldach był drugi.

## Osiągnięcia

### Igrzyska olimpijskie
| Miejsce | Dzień     | Rok  | Miejscowość | Konkurencja      | Zwycięzca          |
| ------- | --------- | ---- | ----------- | ---------------- | ------------------ |
| 13.     | 15 lutego | 2006 | Turyn       | Jazda po muldach | Dale Begg-Smith    |
| 10.     | 14 lutego | 2010 | Vancouver   | Jazda po muldach | Alexandre Bilodeau |
| 3.      | 10 lutego | 2014 | Soczi       | Jazda po muldach | Alexandre Bilodeau |
| 15.     | 12 lutego | 2018 | Pjongczang  | Jazda po muldach | Mikaël Kingsbury   |

### Mistrzostwa świata
| Miejsce | Dzień       | Rok  | Miejscowość | Konkurencja      | Zwycięzca          |
| ------- | ----------- | ---- | ----------- | ---------------- | ------------------ |
| 46.     | 7 marca     | 2009 | Inawashiro  | Jazda po muldach | Patrick Deneen     |
| 17.     | 8 marca     | 2009 | Inawashiro  | Muldy podwójne   | Alexandre Bilodeau |
| 5.      | 2 lutego    | 2011 | Deer Valley | Jazda po muldach | Guilbaut Colas     |
| 10.     | 5 lutego    | 2011 | Deer Valley | Muldy podwójne   | Alexandre Bilodeau |
| 13.     | 6 marca     | 2013 | Voss        | Jazda po muldach | Mikaël Kingsbury   |
| 11.     | 8 marca     | 2013 | Voss        | Muldy podwójne   | Alexandre Bilodeau |
| 3.      | 18 stycznia | 2015 | Kreischberg | Jazda po muldach | Anthony Benna      |
| 8.      | 19 stycznia | 2015 | Kreischberg | Muldy podwójne   | Mikaël Kingsbury   |

### Puchar Świata

#### Miejsca w klasyfikacji generalnej
- sezon 2004/2005: 130.
- sezon 2005/2006: 139.
- sezon 2007/2008: 94.
- sezon 2008/2009: 20.
- sezon 2009/2010: 22.
- sezon 2010/2011: 24.
- sezon 2011/2012: 92.
- sezon 2012/2013: 40.
- sezon 2013/2014: 15.
- sezon 2014/2015: 7.
- sezon 2015/2016: 22.
- sezon 2017/2018: 128.

#### Miejsca na podium
1. Deer Valley – 31 stycznia 2009 (Jazda po muldach) – 3. miejsce
2. Calgary – 8 stycznia 2010 (Jazda po muldach) – 3. miejsce
3. Calgary – 9 stycznia 2010 (Jazda po muldach) – 3. miejsce
4. Calgary – 29 stycznia 2011 (Jazda po muldach) – 3. miejsce
5. Calgary – 26 stycznia 2013 (Jazda po muldach) – 2. miejsce
6. Deer Valley – 11 stycznia 2014 (Jazda po muldach) – 3. miejsce
7. Voss – 15 marca 2014 (Jazda po muldach) – 1. miejsce
8. Lake Placid – 29 stycznia 2015 (Jazda po muldach) – 2. miejsce
9. Saint-Côme – 7 lutego 2015 (Jazda po muldach) – 3. miejsce
10. Tazawako – 28 lutego 2015 (Jazda po muldach) – 3. miejsce
11. Megève – 15 marca 2015 (Muldy podwójne) – 3. miejsce